# Sychrov (zámek)

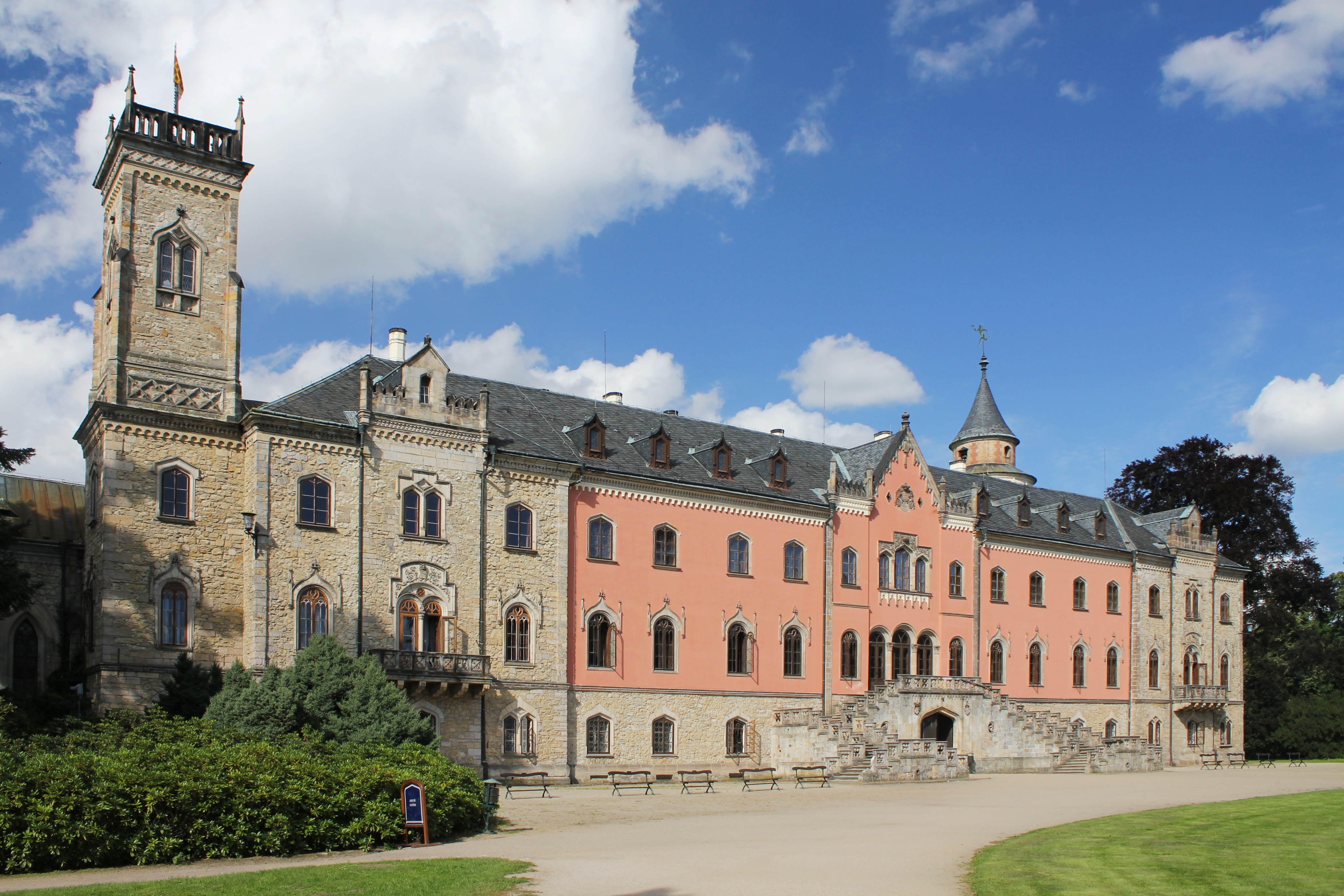
Východní křídlo zámku Sychrov

Zámek Sychrov (německy Sichrow) se nachází ve stejnojmenné obci v Libereckém kraji, 16 km jižně od Liberce a 6 km severozápadně od Turnova. Jedná se o státní zámek zpřístupněný veřejnosti od roku 1950; jeho správu zajišťuje Národní památkový ústav. Zámecký komplex je unikátním příkladem novogotického šlechtického sídla druhé poloviny 19. století. Krom zámecké budovy s původním mobiliářem k areálu zámku patří i rozsáhlý zámecký park. Zámek je od roku 1995 národní kulturní památkou.

## Historie

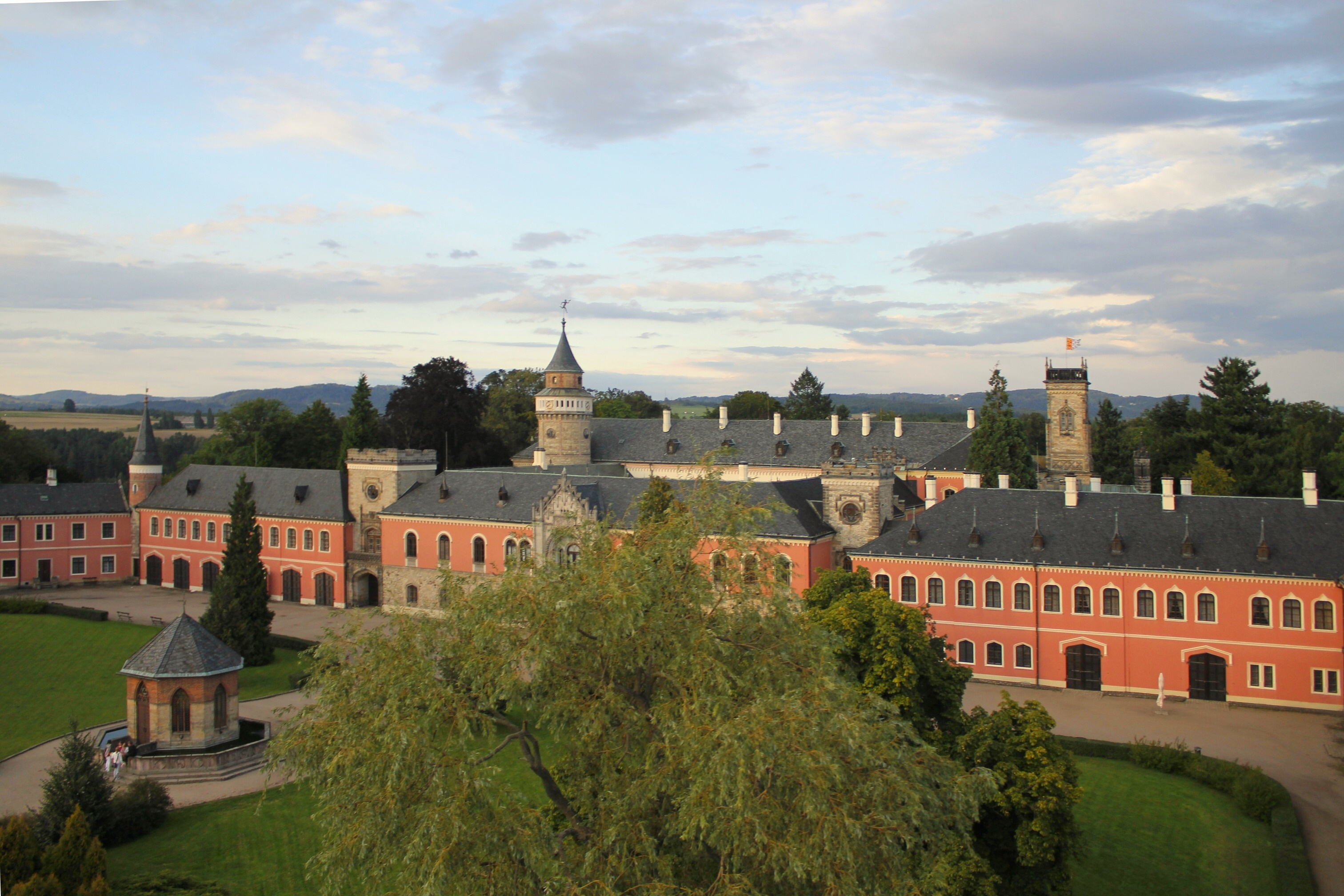
Čestný dvůr zámku s kašnou, zámku dominuje kulatá Bretaňská věž a menší hranatá Rakouská

Na místě dnešního zámku stávala původně pozdně gotická tvrz, zničená v průběhu třicetileté války.
V letech 1690–1693 si na jejím místě tehdejší majitelé Sychrova Lamottové z Frintropu postavili dvoupatrový barokní zámek. V roce 1820 koupila sychrovský zámek původem francouzská knížecí rodina Rohanů a Sychrov se stal jedním z jejích hlavních sídel. Protože však starý barokní zámek nesplňoval nároky Rohanů na reprezentaci a pohodlné bydlení, nechal jej kníže Karel Alain Gabriel Rohan ve 20. letech 19. století rozšířit ve stylu pozdního klasicismu. Kníže Kamil Josef Idesbald Filip Rohan pak v letech 1847–1862 provedl rozsáhlou přestavbu zámeckých budov ve stylu romantické gotiky, vzápětí byly novogoticky upraveny i veškeré zámecké interiéry.
Ve 2. polovině 19. století, v době knížete Kamila, vášnivého botanika, se těšil přízni přilehlý zámecký park.
Poslední majitel z rodu Rohanů, Alain Rohan, ve 30. letech 20. stol. přijal německé občanství. Po druhé světové válce byl majetek Rohanů konfiskován československým státem na základě dekretu č. 12/1945 Sb. Od roku 1950 byl zámek postupně zpřístupňován veřejnosti.
Nařízením vlády č. 262/1995 Sb. ze dne 16. srpna 1995 byl zámek prohlášen národní kulturní památkou.

### Stavební vývoj

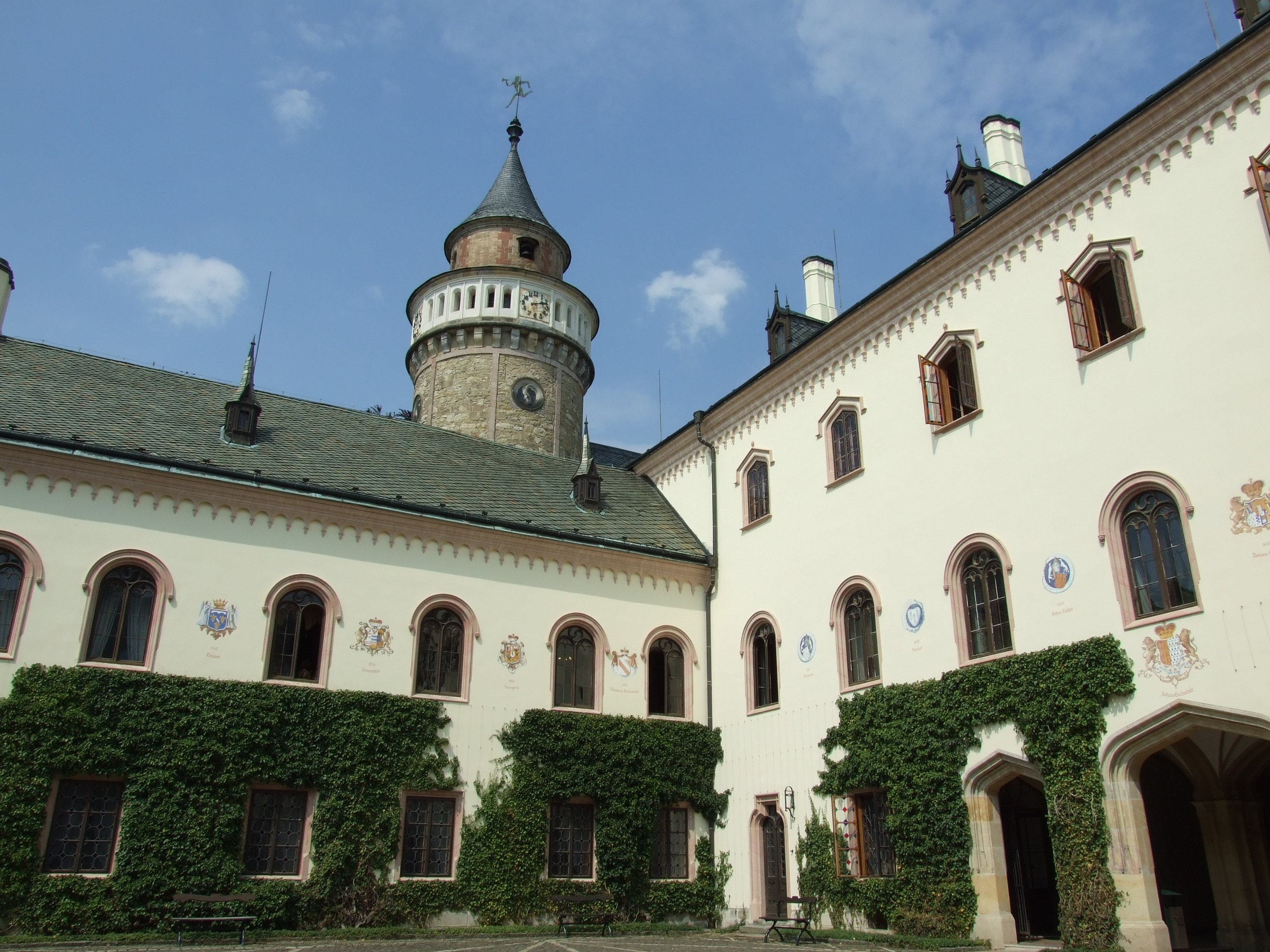
Vnitřní nádvoří zámku s Bretaňskou věží

Barokní zámek byl vybudován v letech 1690 až 1693. Jednalo se o jednoduchou budovu, jejíž zdi jsou dodnes zachovány v parkovém křídle zámku. K ní byly během několika stavebních úprav v 19. století přistavěny další stavby, které vytvořily čestný dvůr a zámecké nádvoří.
První významná rekonstrukce zámku proběhla v první půli 30. let 19. století v empírovém stylu. V letech 1847 až 1862 následovala rozsáhlejší, romantická novogotická přestavba podle plánů Josefa Pruvota, jež dala zámku jeho dnešní podobu. Neopakovatelný ráz vtiskl Sychrovu řezbář Petr Bušek, který během řady let zhotovil ve své dílně dřevěné obložení stěn a stropů řady zámeckých salónů stejně jako téměř veškerý nábytek.
Ve 20. letech 20. století došlo k modernizaci ve stylu funkcionalismu, při kterém bylo odstraněno mnoho ze zastarale zdobného vybavení. Byly odstraněny některé Buškovy řezby z interiérů a z exteriérů novogotické arkýře. V této době bylo také odstraněno omítané zdivo na věžích a nahrazeno lomovým zdivem. Rekonstrukce, které započaly v 90. letech, směřují k navrácení podoby zámku z druhé poloviny 19. století.

## Sbírky

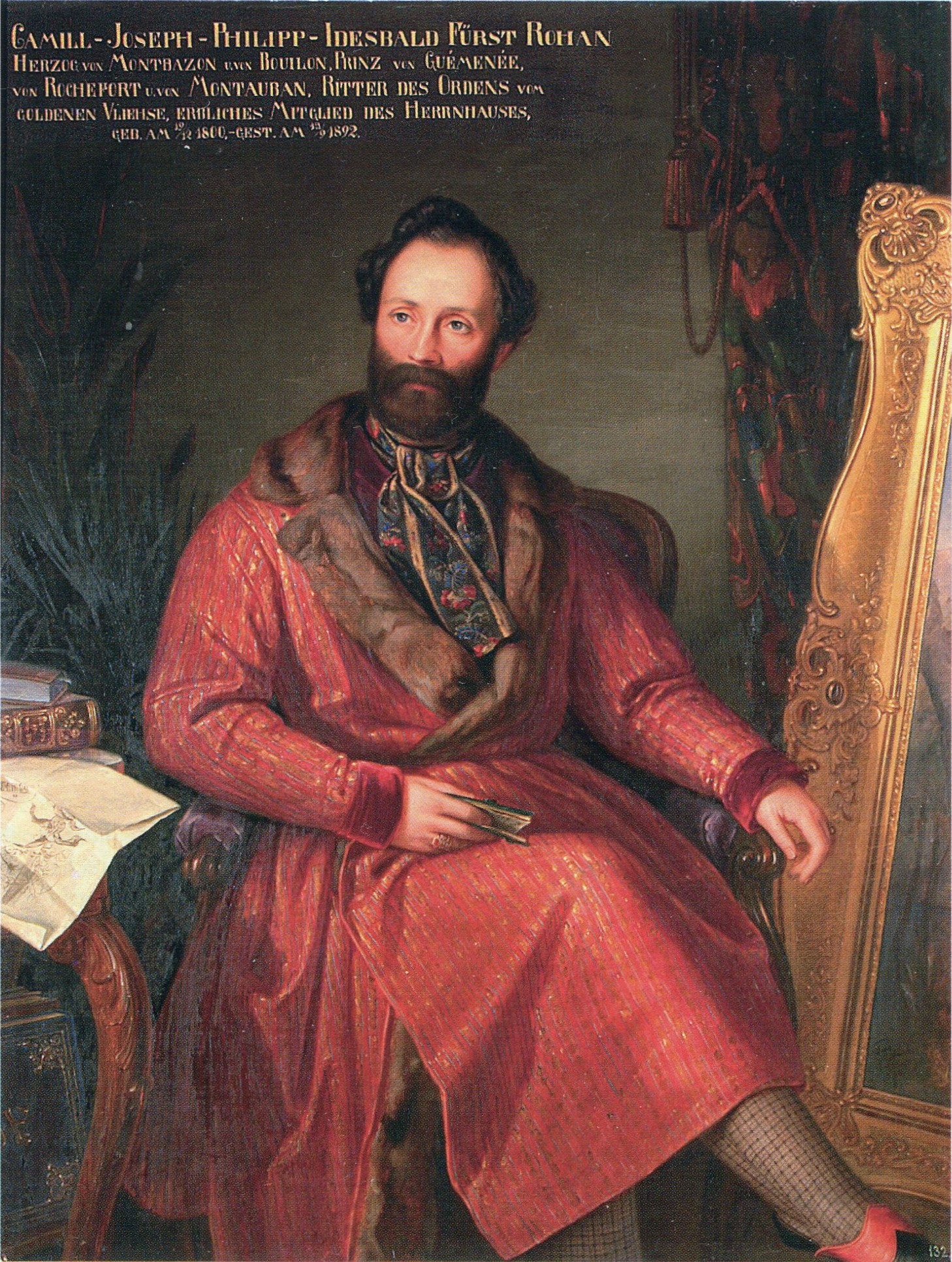
Portrét knížete Kamila Rohana v Hráčském salonu zámku

V roce 1998 měl Sychrov po zámku Konopiště druhý největší sbírkový fond v Česku zahrnující 48 750 evidovaných předmětů, které byly jak z původního vybavení, tak ze svozů (Sychrov byl po zestátnění velkým skladem svozů, kam se dostalo v 50. letech na 90 000 kusů mobiliáře, který byl z větší části následně opět rozvezen a v 90. letech částečně vrácen v restitucích). Vedle toho zde bylo v roce 1998 evidováno 7 209 knih. Ovšem naopak vedle svozů byly nejcennější předměty ze zámku odvezeny. Jednalo se například o Rohanské hodinky, iluminovaný rukopis hodinek ze začátku 15. století do Národní knihovny v Praze a kolekci rohanských miniaturních portrétů má dnes Národní galerie v Praze, jednotlivé příklady italského a nizozemského malířství získala Oblastní galerie v Liberci, dále důležité písemnosti byly převezeny do Státního oblastního archivu v Litoměřicích.
Ze zbývajících obrazů je důležitá zejména kolekce francouzské portrétní malby, tzv. Rohanská portrétní galerie. Jedná se o největší sbírku francouzského portrétního malířství ve střední Evropě. Čítá přesně 243 portrétů členů rohanského rodu, spřízněných rodů i členů francouzské královské dynastie Bourbonů (včetně portrétů králů Ludvíka III.[zdroj?], Ludvíka XIV. a Ludvíka XV.). Zejména cenný je Jezdecký portrét Ludvíka XIV. při přechodu přes Rýn od Charlese Le Bruna a dílenská malba portrétu stejného krále od Hyacinthe Rigauda, zajímavý hlavně svým osudem je portrét Marie de Rohan (okruh Henriho Gascara), který se po čase vrátil v roce 2011 na Sychrov. Tyto francouzské importy byly v 60. a 70. letech restaurovány Karlem Javůrkem, který zároveň rozšířil portrétní galerii o několik fiktivních podobizen. O doplnění se postarali i další autoři, zejména čeští (Jan Brandeis, Josef Vojtěch Hellich, F. Mašek), ale i vídeňští a další.
Z dalších obrazů sychrovských sbírek je třeba zmínit dvě nejstarší italské desky z 14. (Trůnící madona s anděly, sv. Petrem a Pavlem) a 16. století (Sv. Rodina se sv. Kateřinou). Velkoryse jsou zde zastoupena díla malířů 19. století (Ferdinand Engelmüller, Hugo Charlemont, Julius Mařák, Hugo Ullik a dalších).
Ze sochařských děl zde jsou zastoupeny jak importy, nejvýznamnější mramorová busta Markéty Habsburské ze 16. století, dále zde jsou dřevěné sochy ze svozů. Tuto sbírku doplnil Emanuel Max sochami Henriho II. de Rohan a Godefroye z Bouillonu.
Nachází se zde i sbírka leptaného a malovaného českého skla 18. a 19. století, včetně severočeského skla obsahujícího invence od Friedricha Egermanna. Podobně i sbírka českého a v nových odlitcích i míšeňského porcelánu.
Za zmínku stojí také stojí mobiliář z velké části vytvořený Petrem Buškem na zakázku podle předloh Augusta Pugina a Georga Gottloba Ungewittera, ovšem jsou zde i starší kusy empírové, novoklasicistní a barokní. Roku 2025 se na Sychrov vrátil původní vyřezávaný příborník, vyrobený pro Kamila z Rohanu, který objevil zcela náhodou ve sbírkách zámku ve Vimperku. Od tamější památkové správy je nyní tento kus nábytky na Sychrov zapůjčen.
V porohanské době rozšířili sbírky svozy, zejména to byly konfiskáty ze severočeských zámku, jako Lázně Bělohrad (merveldtské portréty), Kopidlno (schlickovská a waldsteinská galerie), Malá Skála (Aerenthalové), případně Maršov. Ve speciální místnosti je umístěna stálá expozice pozůstalosti zlatníka a klenotníka Františka Khynla v majetku státu.

## Anglický park

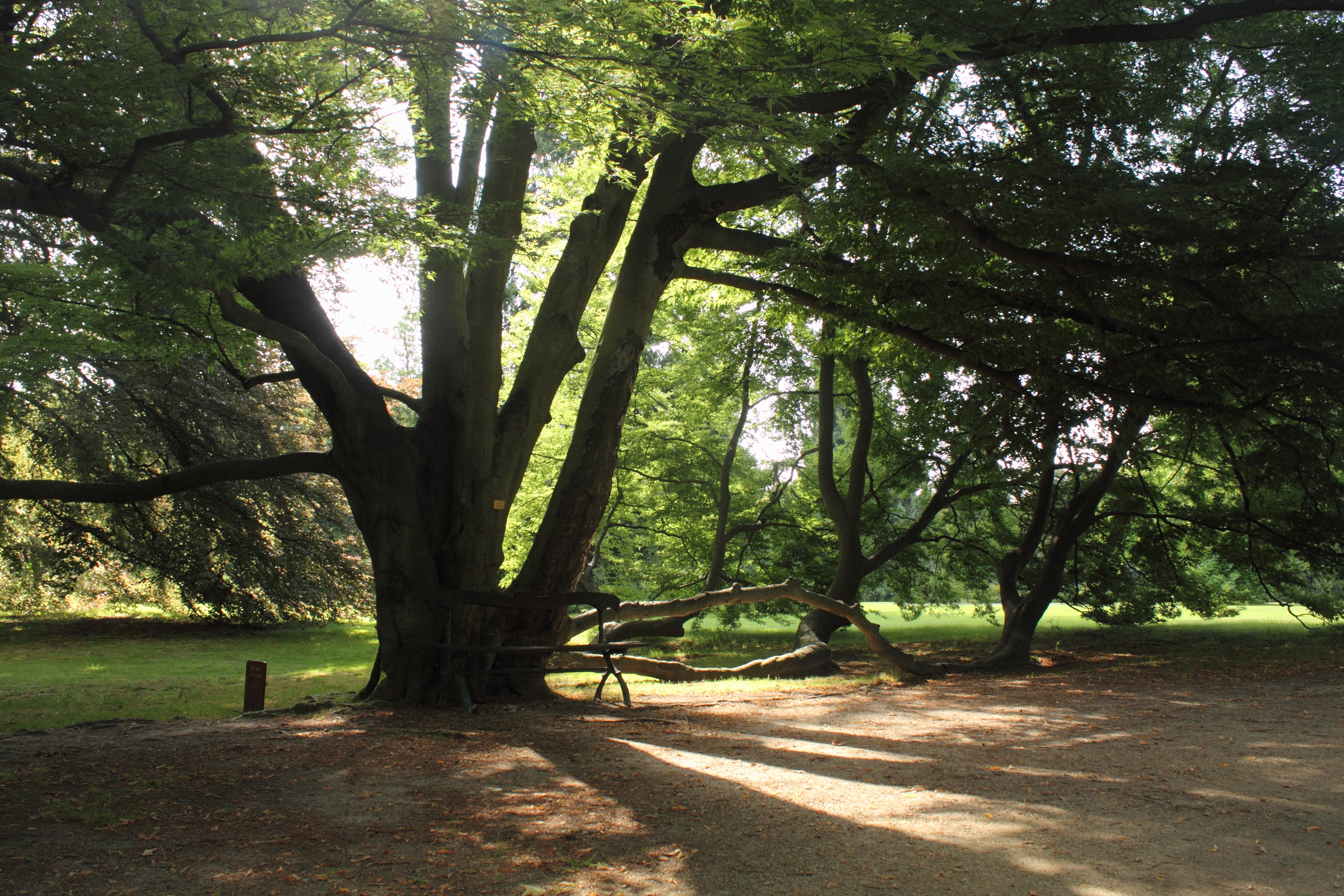
Buk lesní střihanolistý (Fagus sylvatica Asplenifolia) v zámeckém parku

Zámecký park, který se dodnes dochoval v rozloze 23 ha je vytvořen v anglickém duchu. Park vznikl zejména zásluhou knížete Kamila, za pomoci zahradníků Vincenta Zakouřila a poté Vojtěcha Maška a stavitele Josefa Pruvota, který navrhoval zahradní architekturu. Výraznější přestavby zahrady proběhly ještě za Kamilova předchůdce Karla Alaina ve stylu klasicistním a některé prvky této přestavby se zachovaly doposud.
Park je rozložen na třech osách vycházejících ze zámku, tato kompozice přetrvávající od klasicistní přestavby se nazývá patte d’oie (husí nožka). Hlavní centrální osa je průhledová a zakončena stavbou oranžérie, druhá osa (z pohledu od zámku pravá) je zároveň příjezdová cesta lemována alejí pyramidálních dubů, která pokračuje lipovou alejí (známou jako Rohanka) do volné krajiny s průhledem na jenišovický kostel sv. Jiří. Levá severovýchodní osa prochází romantickou zříceninou nazývanou Arthurův hrad postavený někdy v 1. polovině 19. století, odkud se otevírá pohled na louky mohelského údolí.

### Zahradní architektura

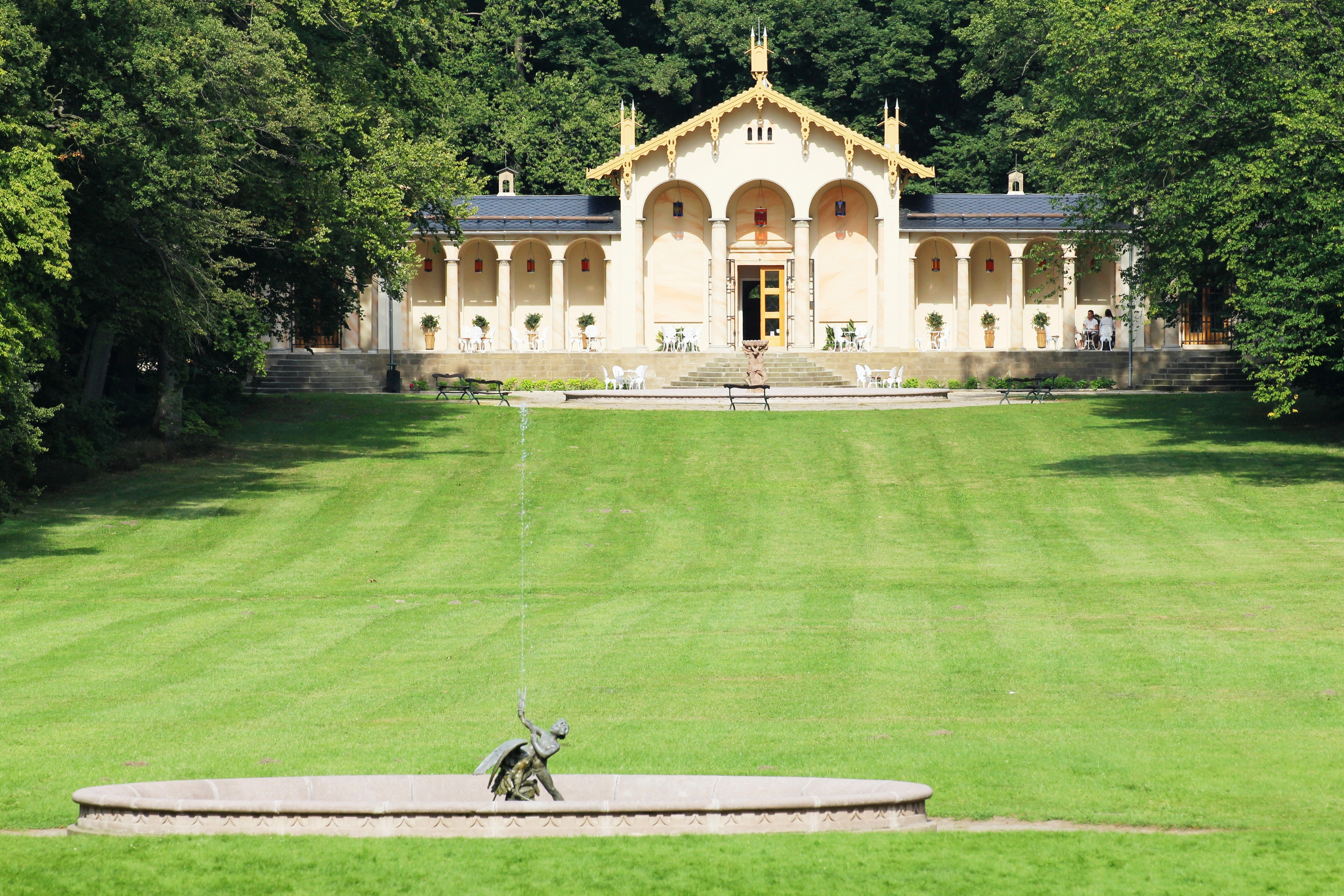
Pohled od zámku k oranžerii

Oranžérie je nejvýraznější dominantou parku, která vytváří kompoziční protiváhu zámku. Stavbu první oranžérie zahájil kníže Karel Alain v roce 1831 a pokračovala do roku 1835. Rozšířena byla v roce 1852 podle Pruvotova návrhu. Jedná se stylem o poněkud vybočující budovu postavenou v novorenesančním podobě. Před průčelím do parku se táhne arkádová chodba, vstup je možné po třech kruhových schodištích vedoucí do tří portiků. Oranžérie sloužila také jako květinová galérie, letní zámeček a konaly se zde různé společenské akce. Po Kamilově smrti oranžérie chátrala. Rekonstruovaná byla v letech 2009–2011.
Mezi další stavby v parku patří vyhlídka korunního prince Rudolfa, umístěná na severním okraji parku, který spadá do údolí Mohelky, čímž se odkrývá průhled až k Ještědu a Jizerským horám. Vedle oranžérie stojí vodárenská věž z roku 1891. V parku jsou také dva objektu navozující rustikální atmosféru, dřevěná chaloupka ve švýcarském stylu, tzv. Bauernhaus a holubník. Dále zde je pět bazénů a čínské jezírko s mostkem.

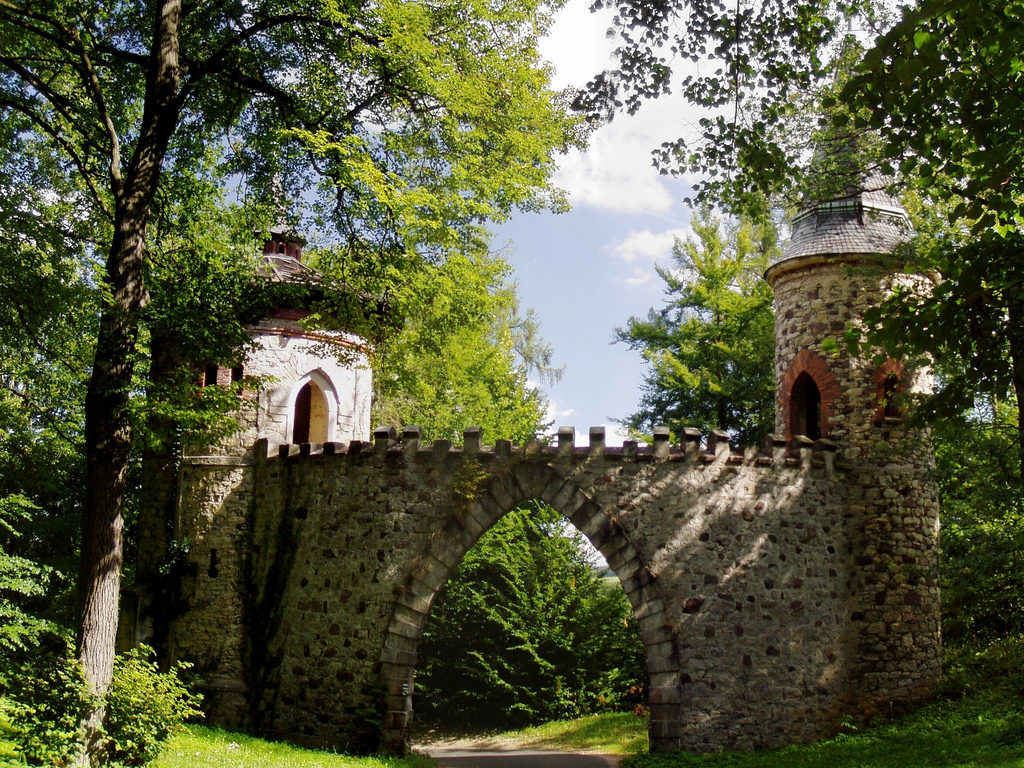
Romantická zřícenina Arturův hrad

Mimo areál parku vymezený litinovým plotem, nicméně kompozičně do parku včleněný, stojí Arthurův hrad (někdy také uváděný jako Artušův hrad, či Alte Burg, tj. Starý hrad) v podobě romantické zříceniny, respektive slavnostní brány na cestě k Radostínu. Podzemní chodba patřící k tomuto hradu patřila k oblíbeným atrakcím parku.

### Dřeviny a rostliny
Díky hlubokému zájmu knížete Kamila o botaniku a dendrologii podařilo se za jeho vlády vybavit řadou vzácných a zajímavých dřevin i rostlin. Mimo jiné se zde nalézá unikátní červenolistý buk Rohanův (Fagus silvatica Rohani) vyšlechtěný přímo na Sychrově, z dřevin zde dále roste například platan východní, jinan dvoulaločný, záznamy z doby největší slávy dokonce uvádí až 1872 druhů a odrůd. V mnohem menší míře se dochovalo rostlinstvo Rohanem pěstěné, které bylo často na pěstování v sychrovských podmínkách nákladné. Pěstovalo se jak ve sklenících, tak oranžérii, záznamy uvádí 1119 druhů a odrůd.

## Význační hosté

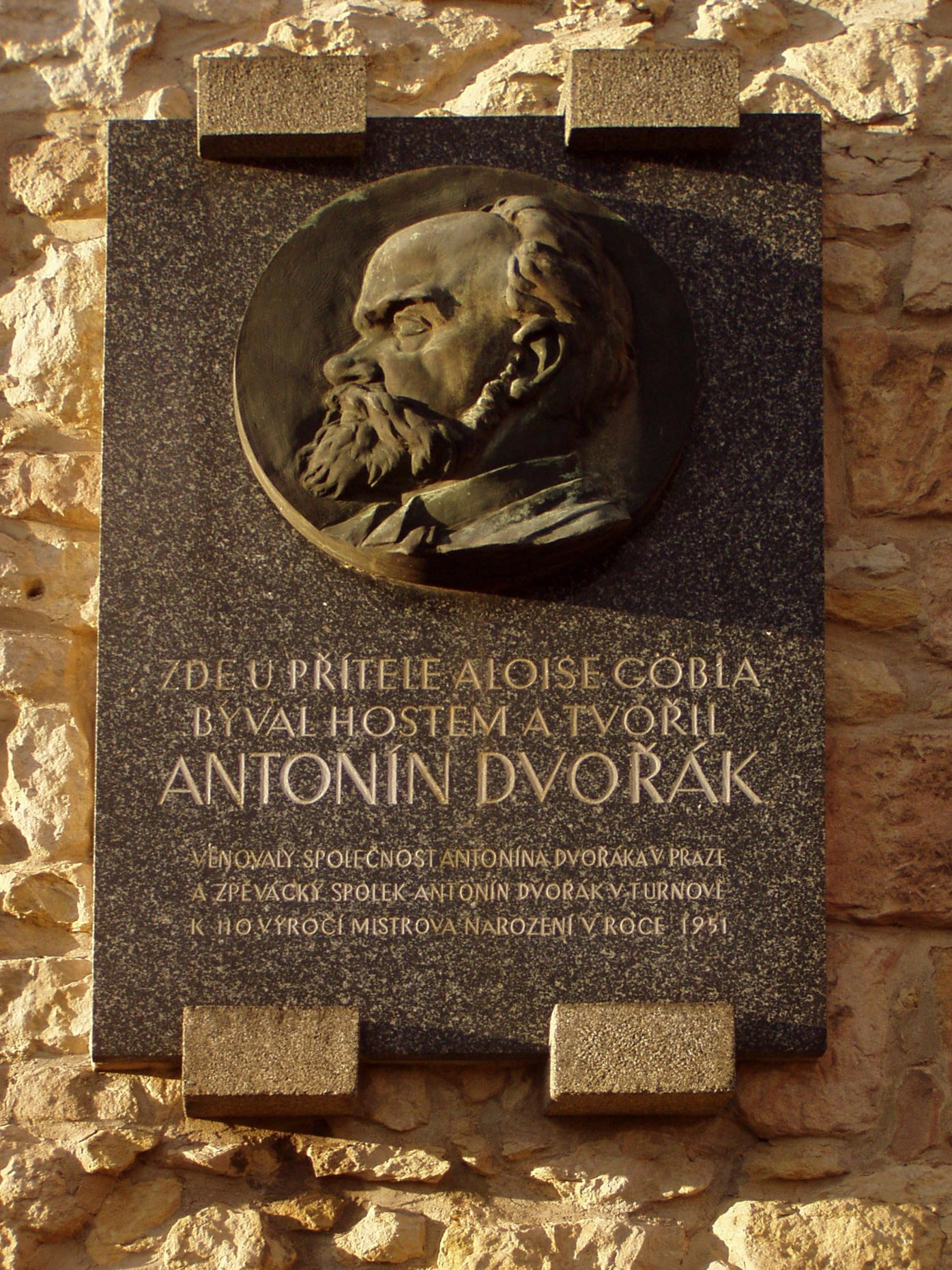
Pamětní deska Antonína Dvořáka umístěná na budově bývalé zámecké konírny

Se sychrovským zámkem je spojen i český hudební skladatel Antonín Dvořák, který zámek a přilehlou obec navštívil sedmkrát. Dojížděl sem za svým dlouholetým přítelem, sychrovským správcem Aloisem Göbelem. Krása zámeckého parku, kde se často procházel, jej inspirovala k napsání řady skladeb, např. houslový koncert a moll, opus 53.
Zámek v září 1834 navštívil dokonce i bývalý francouzský král Karel X. s doprovodem. (Přítomni byli mimochodem i Joachim Barrande a Marie Terezie Bourbonská, vévodkyně z Angoulême, dcera francouzské královny Marie Antoinetty) se kterými Rohany pojilo neveselé opuštění Francie po Velké Francouzské revoluci v roce 1789.
V druhé polovině 19. století se Sychrov těšil několikrát z návštěvy členů vládnoucí habsburské dynastie. 1. listopadu 1866 navštívil zámek František Josef I. Na jeho počest byla podle něho nazvána cesta skrz oboru do Radostína a později na této cestě byla postavena malá žulová pyramida. 10. července 1871 poté navštívil zámek korunní princ Rudolf, na počest této návštěvy byla nazvána Vyhlídka korunního prince Rudolfa, která se nachází v parku. Později, 10. září 1875, také navštívila arcivévodkyně Marie Terezie a arcivévoda Carl Ludwig, data všech těchto návštěv byla umístěna na pyramidu. Desky s těmito údaji posléze zmizely, ale byly obnoveny v roce 2008 v rámci vytvoření naučné stezky Lesní putování s Kamilem Rohanem.

## Kulturní akce

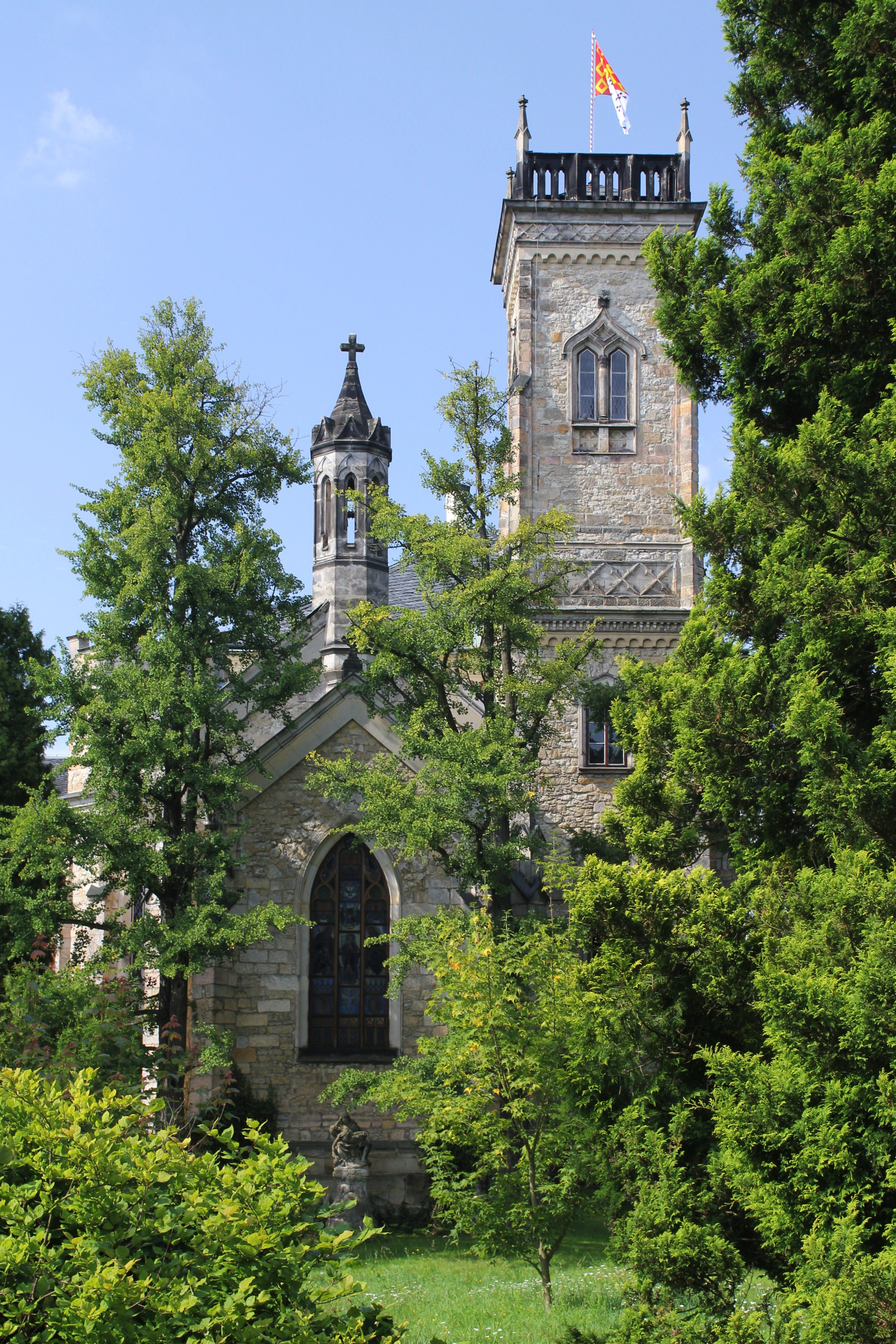
Zámecká kaple zasvěcená Panně Marii, připomínané při sychrovské pouti konané v září

V současnosti se prostory zámku a zejména parku využívají vedle klasické expozice ke konání dalších periodických i jednorázových akcí. Ještě za dob Rohanů poskytoval Sychrov svému okolí určité kulturní obohacení, byl zde slaven zejména svátek Božího Těla, kdy bylo i prostému obyvatelstvu povoleno vstoupit do parku, ovšem po konfiskaci se svátek přestal slavit, jako pevnější se ukázalo slavení pouti k sychrovské kapli.
Pozdější je tradice hudebního festivalu Dvořákův Sychrov a Turnov pořádaného od roku 1951. K zhuštění doprovodných akcí ale začalo docházet v 90. letech, kdy se na Sychrově například v roce 1995 konalo sympozium Romantický historismus: Novogotika a v roce 1998 zde měla svoji českou premiéru opera Maria di Rohan italského romantického skladatele Gaetana Donizetti. Každoročně se tu od roku 2001 konají skotské hry, které jsou součástí sítě podobných akcí po celém světě přibližující skotskou kulturu. Od roku 2009 si buduje pozici nová hudební akce, tzv. letní koncerty, na kterých má každý rok vystoupit světový interpret (do roku 2011 to byly Blackmore's Night, Sinéad O'Connor a Apocalyptica).
| Rok  | Počet návštěvníků |
| ---- | ----------------- |
| 2014 | 114 011           |
| 2015 | 111 202           |
| 2016 | 126 621           |
| 2017 | 121 511           |
| 2018 | 115 511           |
| 2019 | 103 777           |
| 2020 | 60 052            |
| 2021 | 53 112            |
| 2022 | 91 998            |
| 2023 | 87 654            |
| 2024 | 85 185            |

## Zámek ve filmu
V areálu zámku se natáčely následující filmy a pohádky:
- Radúz a Mahulena  (1970, režie Petr Weigl)

- Zlatovláska (1973, režie Vlasta Janečková)[17]
- Kosmetička a zvíře (USA, 1997, režie Ken Kwapis)[17]
- Tmavomodrý svět (2001, režie Jan Svěrák)
- Fišpánská jablíčka (2008, ČR, režie Dušan Klein)
- Nejkrásnější hádanka (2008, ČR, režie Zdeněk Troška)
- Na západní frontě klid (DE, USA, 2022, režie Edward Berger)[17]
- Klíč svatého Petra (2023, režie Karel Janák)